# Armand'4
Armand’4 (uitgesproken als "Armand’s fier" - van "Armand is fier") is een Belgisch bier.
Het bier wordt gebrouwen in Geuzestekerij 3 Fonteinen te Beersel.

## Achtergrond
Armand’4 is mengeling van 50 vaten 1-, 2- en 3-jarige lambiek, gebrouwen door Armand Debelder. Deze botteling gebeurt op 4 momenten, één per seizoen, zodat iedere mengeling een eigen smaak heeft. Armand’4 is een ‘limited edition’: in totaal worden 17.000 flessen van 75cl gebotteld. Van iedere Armand’4 wordt slechts een beperkt aantal flessen verkocht. In het voorjaar 2012 wordt de reeks van 4 terug verkocht aan geïnteresseerden. De Armand’4-bieren zijn “Oude geuze”, dit is door het Vlaams Centrum voor Agro- en Visserijmarketing (VLAM) erkend als streekproduct. Bovendien is het een door de Europese Unie beschermd label of Gegarandeerde traditionele specialiteit (GTS).

## De bieren
- Armand’4 Lente is een oude geuze met een alcoholpercentage van 6%. Dit bier werd gebotteld op 19 maart 2010 en voor het eerst verkocht op 1 mei 2011. Intussen is de verkoop terug gestopt.
- Armand’4 Zomer is een oude geuze met een alcoholpercentage van 6%. Dit bier werd gebotteld op 26 maart 2010 en voor het eerst verkocht op 21 juli 2011.
- Armand’4 Herfst is een oude geuze met een alcoholpercentage van 6%. Dit bier werd voor het eerst verkocht op 21 september 2011.
- Armand’4 Winter is een oude geuze met een alcoholpercentage van 6%. Dit bier werd op 7 december 2011 aan de pers voorgesteld en is vanaf 10 december 2011 te koop in de brouwerijshop van brouwerij 3 Fonteinen.

## Erkenning
- In augustus 2011 werd Armand’4 Lente door Beeradvocate uitgeroepen tot beste nieuwe bier van 2011.[5]
- Op de Ratebeer Awards 2012 stonden twee Armand'4-bieren in de top 50 van beste bieren ter wereld: Armand'4 Lente stond op plaats 14 en Armand'4 Zomer op plaats 27.[6]